# Huge
Huge ist eine US-amerikanische Fernsehserie, die 2010 in den USA von ABC Family Original Productions für den Sender ABC Family produziert wurde. Sie basiert auf dem Roman Huge von Sasha Paley.
Am 4. Oktober 2010 gab ABC Family bekannt, dass man keine weitere Staffel produzieren lässt.

## Handlung
In der Dramaserie dreht es sich um acht Jugendliche, die in einem Sommerlager namens Camp Victory sind, um dort abzunehmen.

## Besetzung
| Name              | Rolle                  | Synchronisation |
| ----------------- | ---------------------- | --------------- |
| Nikki Blonsky     | Willamena „Will“ Rader |                 |
| Hayley Hasselhoff | Amber                  |                 |
| Raven Goodwin     | Becca                  |                 |
| Ari Stidham       | Ian                    |                 |
| Ashley Holliday   | Chloe                  |                 |
| Harvey Guillen    | Alistair               |                 |
| Stefan Van Ray    | Trent                  |                 |
| Jacob Wysocki     | Dante Piznarski        |                 |
| Gina Torres       | Dr. Dorothy Rand       |                 |
| Zander Eckhouse   | George                 |                 |
| Zoe Jarman        | Poppy                  |                 |
| Paul Dooley       | Joe „Salty“ Salzniak   |                 |
| Tia Texada        | Shay                   |                 |

## Produktion, Ausstrahlung und Einschaltquoten

### Vereinigte Staaten
Das Casting begann Januar 2010, die Produktion begann April 2010. Die Premiere fand am 28. Juni 2010 um 21:00 Uhr mit 2,53 Millionen Zuschauern statt und das Finale fand am 30. August 2010 um 21:00 Uhr mit 1,45 Millionen Zuschauern statt.
Am 4. Oktober 2010 gab ABC Family bekannt, dass man keine weitere Staffel produzieren lässt.
| Staffel   | Sendeplatz        | # Ep. | Premiere      | Premiere                        | Finale          | Finale                        | TV-Saison | Zuschauer (in Million) |
| Staffel   | Sendeplatz        | # Ep. | Datum         | Premiere Zuschauer (in Million) | Datum           | Finale Zuschauer (in Million) | TV-Saison | Zuschauer (in Million) |
| --------- | ----------------- | ----- | ------------- | ------------------------------- | --------------- | ----------------------------- | --------- | ---------------------- |
| Staffel 1 | Montag, 21:00 Uhr | 10    | 28. Juni 2010 | 2,53                            | 30. August 2010 | 1,45                          | 2010      | 1,66                   |

### Deutschland, Österreich und Schweiz
Die Fernsehserie hatte bislang keine deutschsprachige Erstausstrahlung.

## Episodenliste
| Nr. | Deutscher Titel | Originaltitel            | Erstausstrahlung USA | Deutschsprachige Erstausstrahlung (D/A/CH) |
| --- | --------------- | ------------------------ | -------------------- | ------------------------------------------ |
| 1   | -               | Hello, I Must Be Going   | 28. Juni 2010        | -                                          |
| 2   | -               | Letters Home             | 5. Juli 2010         | -                                          |
| 3   | -               | Live Action Role Play    | 12. Juli 2010        | -                                          |
| 4   | -               | Talent Night             | 19. Juli 2010        | -                                          |
| 5   | -               | Movie Night              | 26. Juli 2010        | -                                          |
| 6   | -               | Spirit Quest             | 2. Aug. 2010         | -                                          |
| 7   | -               | Poker Face               | 9. Aug. 2010         | -                                          |
| 8   | -               | Birthdays                | 16. Aug. 2010        | -                                          |
| 9   | -               | Parents Weekend (Part 1) | 23. Aug. 2010        | -                                          |
| 10  | -               | Parents Weekend (Part 2) | 30. Aug. 2010        | -                                          |

## Kritik
Die erste Staffel der Serie hat bei Metacritic ein Metascore von 70/100 basierend auf 13 Rezensionen.